# Katri Raik

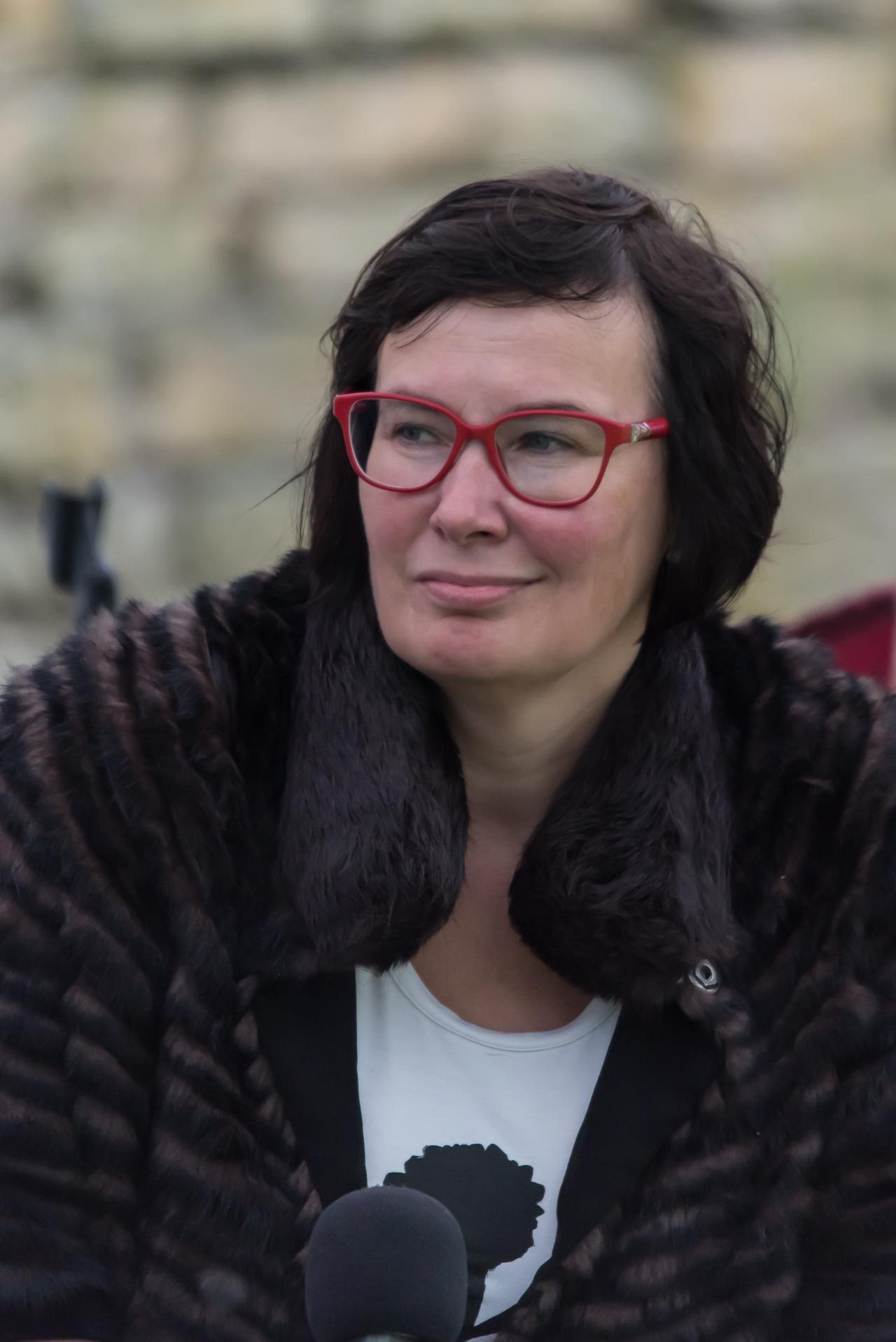
Katri Raik (2016)

Katri Raik (* 26. Oktober 1967 in Tartu, Estnische SSR) ist eine estnische Wissenschaftlerin und Politikerin. Seit Dezember 2020 bzw. Dezember 2024 war bzw. ist sie Bürgermeisterin von Narva. Zuvor war sie von November 2018 bis April 2019 Innenministerin der Republik Estland. Raik gehört der Sozialdemokratischen Partei Estlands (SDE) an.

## Leben
Nach dem Abitur in ihrer Heimatstadt studierte Katri Raik an der Universität Tartu. Von 1991 bis 1999 war sie dort als Referentin des Rektors tätig. Von 1999 bis 2007 war sie Direktorin der zur Universität gehörenden Hochschule in Narva (Narva Kolledž). Während dieser Tätigkeit promovierte sie 2004 im Bereich Geschichte.
In den Jahren 2007 bis 2009 arbeitete sie im estnischen Ministerium für Bildung und Wissenschaft und kehrte anschließend auf den Posten der Direktorin des Narva Kolledž zurück. Von 2015 bis 2018 war sie Rektorin der estnischen Sicherheitsakademie (Eesti Sisekaitseakadeemia).

## Politik
Im November 2018 wurde Katri Raik, als Nachfolgerin des aus gesundheitlichen Gründen zurückgetretenen Andres Anvelt, estnische Innenministerin im Kabinett Ratas I. Bei der Parlamentswahl 2019 trat sie als Kandidatin der SDE im Wahlkreis Ida-Viru an. Dort schaffte sie es mit 2112 Wählerstimmen einen Parlamentssitz im Riigikogu zu erringen. Da ihre Partei danach nicht wieder Teil der Regierung wurde, saß sie in der Folgezeit als Oppositionsabgeordnete im Parlament. Nach der Wahl zur Bürgermeisterin von Narva, wechselte sie Ende 2020 in die Lokalpolitik und gab ihr Abgeordnetenmandat zurück. Nach ihrer Abwahl kehrte sie im Dezember 2024 noch einmal auf den Posten der Bürgermeisterin zurück.

## Trivia
Katri Raik spricht fließend deutsch.